# Bourgogne (wijnstreek)

Wijnstreken van de Bourgogne (zonder Chablis)

De wijnstreek Bourgogne is beroemd vanwege de grote rode en witte wijnen die er worden geproduceerd van vooral de pinot noir (rood) en chardonnay (wit).
De wijnstreken van de Bourgogne zijn:
- Beaujolais in de departementen Rhône en Saône-et-Loire
- Chablis in het department Yonne
- Côte Chalonnaise in het department Saône-et-Loire
- Côte de Beaune in het department Côte-d'Or
- Côtes de Nuits in het department Côte-d'Or
- Mâconnais in het department Saône-et-Loire

In 2003 besloeg het totale oppervlak wijngaarden 28.530 ha.

## Geschiedenis

### De oudheid
Toen de Romeinen Gallië veroverden in 51 v.Chr. troffen ze wellicht al Kelten aan die wijn produceerden in wat we nu Bourgogne noemen, hoewel archeologisch bewijs van de aanwezigheid van wijnbouw niet verder teruggaat dan de 2e eeuw n.Chr. Een grafsteen uit die tijd, in de dorpskerk van Corgoloin, toont wat eruitziet als een Keltische god met een wijnrank in zijn rechterhand. Op andere grafstenen zijn druiven(trossen) afgebeeld. Het is echter opmerkelijk dat er in de streek, met name bij de opgravingen van de oude Keltische stad Bibracte veel Italiaanse amphora's zijn aangetroffen, wat erop kan duiden dat de wijnproductie ter plaatse in elk geval niet voldeed aan de behoefte.
De eerste literaire verwijzing naar de wijnbouw stamt uit 312. In een panegyriek gericht aan keizer Constantijn de Grote ter gelegenheid van zijn bezoek aan Autun (Augustodeunum), belijden de burgers hun armoede. Onderdeel van het grimmige beeld dat de orator schetst, zijn verlaten wijngaarden waar de wortels van de oude wijnstokken zo in elkaar verstrengeld zijn dat een wijnboer nog geen gat in de grond kan graven. Hoe oud de wijnstokken ook waren (en één mensenleven lang verwaarlozen is genoeg om de wortelstelsels inderdaad hopeloos te laten ontsporen) tegen het begin van de 4e eeuw werd volop commerciële wijnbouw bedreven.
De oudste bewaard gebleven loftuiting over de wijnen, stamt uit de Merovingische periode. Gregorius van Tours, die zijn Geschiedenis van de Franken in 591 voltooide, schrijft dat de heuvels ten westen van Dijon een nobele wijn produceren die als een Falernische wijn is - de hoogste lof die een middeleeuwse latinist kon geven. Deze wijn en het zuivere water dat ontsprong rondom de stad waren volgens hem voldoende reden om Dijon tot bisschopsstad te bevorderen. In 587 gaf koning Guntram, kleinzoon van Clovis en zoon van Chlotarius I, een wijngaard aan de Abdij van Sint-Benignus in Dijon en in 630 schonk de hertog van Neder-Bourgondië wijngaarden bij Gevrey, Vosne en Beaune aan de Abdij van Bèze, vlak bij Gevrey. Hiermee werd een begin gemaakt met de wijnbouw die monniken eeuwenlang zouden doen in de streek.

### Middeleeuwen
Tijdens de regering van Karel de Grote, toen politieke stabiliteit de welvaart stimuleerde, werd de wijnstok verbouwd door edelen, boeren en monniken. De roem die de wijnen van Bourgogne in die periode verwierf, is grotendeels te danken aan de inspanningen van de monniken en andere kloosterlingen die zich aan de wijnbouw wijdden. Zij hadden verschillende voordelen ten opzichte van de leken: ze hadden kelders en opslagruimten waarin zij de wijn konden laten rijpen, maar bovendien hielden zij verslagen bij en hadden de tijd om een systeem uit te werken waarmee de kwaliteit van de wijngaarden en vinificatie stelselmatig kon worden verbeterd.
De eerste groep monniken die een grote hoeveelheid wijngaarden kocht waren de benedictijnen van Cluny. In 910 vestigden zij de abdij van Cluny in Mâconnais. Dit was het begin van de benedictijner hervormingsbeweging. Tussen 927 en 1157 werd Cluny een omvangrijke organisatie met honderden afhankelijke priorijen, niet alleen in Frankrijk, maar ook in Engeland, Duitsland, Spanje en Italië. Door schenkingen van vrome leken, bezat Cluny tegen 1273 alle wijngaarden rond Gevrey. In 1232 schonk de hertogin Adelheid van Bourgondië (1209-1279) aan de abdij van Saint-Vivant de wijngaarden die we nu kennen als La Romanée-Conti, La Romanée, La Tâche, Richebourg en Romanée-Saint-Vivant; de abdij bezat ook wijngaarden in Auxey en Santenay.
De andere groep monniken die een blijvende bijdrage zou leveren aan de wijnbouw in Bourgogne, waren de cisterciënzers, een orde die in 1098 werd gevestigd en haar naam ontleende aan de plaats waar het eerste klooster stond: Cîteaux, ten oosten van het huidige Nuits-Saint-Georges. Hoewel de orde stond voor een streng en ascetisch leven (in tegenstelling tot de luxe van de benedictijnen), werden de cisterciënzers (vooral ook door schenkingen) rijke en belangrijke landeigenaren. De eerste wijngaard werd hen in 1098 geschonken door de hertog van Bourgogne. Kort daarna begonnen zij ook met het kopen van wijngaarden: in 1118 kochten de cisterciënzers van Pontigny wijngaarden van de benedictijnen van Saint-Martin in Tours waar zij een witte wijn produceerden: de eerste Chablis. Ze kochten wijngaarden in de hele Côte-d'Or en lieten deze bewerken door hun lekenbroeders.
Geholpen door hun kundige werkkrachten, hadden de monniken de tijd, de ervaring en de intellectuele bagage om te experimenteren, vergelijken en verslagen vast te leggen van hun bevindingen. Door nauwkeurig waar te nemen hoe de verschillende stukken land verschillende wijnen voortbrachten, ontdekten de cisterciënzers het belang van terroir en erkenden de verschillende cru's.
In de 12e en 13e eeuw werd de voorkeur gegeven aan witte wijn boven rode. In een tijd waarin drinkwater troebel en soms gevaarlijk was, werd zorgvuldig gemaakte witte wijn bewonderd om haar helderheid. Doordat de wijnbouwgebieden van Bourgogne niet dicht bij rivieren liggen, waren de witte wijnen van deze streek in feite onbekend buiten de streek zelf (vervoer per schip was destijds veruit de goedkoopste wijze van transport).
Pas toen paus Clemens V zijn pauselijk hof vestigde in Avignon in 1305, nam de vraag naar bourgogne buiten de directe omgeving toe. Dit hof was berucht om de extravagante (en corrupte) levensstijl. In die tijd kwamen de "wijnen van Beaune" (zoals bourgogne in die tijd werd genoemd) bekend te staan als de beste, een reputatie die ze tot de dag van vandaag hebben gehandhaafd.

### De hertogen van Bourgogne
In het verlengde van de waardering die de wijnen kregen in Avignon, werden ze een statussymbool voor de hertogen van Valois, vier generaties die van 1363 tot 1477 regeerden. De eerste hertog, Filips de Stoute (1363 - 1404), zoon van koning Jan II van Frankrijk, had grote interesse in de wijnen in de regio. In 1395 vaardigde hij een decreet uit dat de druivensoort gamay schadelijk was voor mensen en het verbouwen ervan indruist tegen de gebruiken in Bourgogne. De eerste vermelding van de pinot noir (toen Noirien genoemd) dateert uit 1370, maar de druif werd waarschijnlijk al langer verbouwd. Het rendement van de gamay is veel hoger dan dat van de pinot noir, waarschijnlijk ook al in de 14e eeuw. In hetzelfde decreet spreekt Filips zich uit tegen het gebruik van mest, waarschijnlijk ook omdat dit het rendement verhoogt. Het is duidelijk dat Filips probeerde kwaliteit te handhaven, terwijl veel wijnbouwers met de gamay probeerden op eenvoudige wijze inkomsten te genereren. Hoewel Filips de Stoute iedere wijnstok voor gamay gerooid wilde hebben tegen de volgende Pasen, is een fulminatie tegen deze druivensoort bekend van zijn kleinzoon Filips de Goede (1419 - 1467), waarin deze stelt dat de gamaydruif een bedreiging is van zowel de wijnen als van de hertogen van Bourgogne. Desondanks heeft de gamay zich weten te handhaven. In 1937 kreeg de Bourgogne Passetoutgrain - een wijn die een mix is van de pinot- en gamaydruiven - de status van AOC.
Om zijn onsterfelijke ziel veilig te stellen, bouwde Nicolas Rolin, de kanselier van Filips de Goede, het beroemde Hospices de Beaune in 1443.
De witte wijnen uit deze periode werden waarschijnlijk gemaakt van de fromenteau, een lichtrode druif met wit sap en mogelijk de voorouder van de pinot gris, want de chardonnay verscheen pas in deze streek na de middeleeuwen. Alle wijnen werden één jaar na de oogst gedronken, dus gerijpte bourgogne was in die tijd onbekend.

### Moderne geschiedenis
Toen het koningshuis van Frankrijk in macht toenam, ging dat ten koste van de macht van de Kerk. Hierdoor werden veel kloosters gedwongen hun beroemde wijngaarden te verkopen aan de steeds belangrijker bourgeoisie in Dijon. Toen in de 18e eeuw de wegen sterk verbeterden, was dat het startsein voor het commerciële verkeer van en naar Bourgogne. De eerste handelshuizen werden in de jaren 1720 en 1730 opgericht. Sommige hiervan bestaan ook nu nog, zoals Bouchard Père et fils uit 1731.
In 1728 verscheen het eerste grote werk over de wijnen van Bourgogne: Disseration sur la situation de Bourgogne van Claude Arnoux. Uit dit werk blijkt duidelijk de roem die de rode wijnen uit de Côte de Nuits al hadden. Wat opvalt is de speciale vermelding van de reputatie van de rosé uit Œil-de-Perdrix (Volnay) en het feit dat de witte wijnen uit de Côte de Beaune slechts terloops worden vermeld.
De meeste wijngaarden bleven in handen van de adel en de kerk tot de Franse Revolutie. Vanaf 1791 werden de wijngaarden opgesplitst en geveild. Na die tijd zijn de wijngaarden verder versnipperd, vooral door het erfrecht in de Code Napoléon. Dit proces heeft ervoor gezorgd dat wijnen uit Bourgogne moeilijk te doorgronden zijn: de wijnliefhebber moet zich niet alleen verdiepen in talloze namen van wijndorpen en wijngaarden, maar ook nog eens in de honderden namen van mogelijke producenten.
In 1855 publiceerde Dr Jean Lavallé zijn invloedrijke Histoire et Statistique de la Vigne des Grands Vins de la Côte d'Or, waarin hij een informele classificatie plaatste van de beste wijngaarden. Deze werd in 1861 geformaliseerd door het Agricultureel Comité van Beaune, dat met behulp van Lavallé drie categorieën benoemde. De meeste wijnen uit de eerste categorie werden grand cru toen het systeem van de Appellation d'Origine Contrôlée werd geïntroduceerd in 1931.
Tot de crisisjaren na de Eerste Wereldoorlog werd vrijwel alle wijn verkocht via handelshuizen. De enige manier voor kleine wijnboeren om het hoofd te bieden aan de economische depressie, was zich te verenigen in coöperaties. Anderen gingen ertoe over hun eigen productie zelf te bottelen en verhandelen, waaronder beroemde wijnhuizen als Marquis d'Angerville, Henri Gouges en Armand Rousseau. In 1962 werd nog maar 15% op het domein gebotteld, tegenover bijna de helft van de wijnen van de Côte-d'Or tegen 1990.

## Organisatie van de handel
In tegenstelling tot de Bordeaux waar grote hoeveelheden wijn onder één châteaunaam of appellation worden verhandeld, bestaat er in Bourgogne een (niet altijd vriendschappelijk) samenspel tussen wijnbouwers en handelshuizen, de négociants. Door de hierboven beschreven versnippering van de wijngaarden, komt het regelmatig voor dat een individuele wijnboer een dusdanig klein stukje grond in een wijngaard heeft, dat hij daarvan één vat wijn zou kunnen maken, goed voor 25 kisten wijn van elk 12 flessen. Deze wijnbouwers verkochten dan vaak hun druiven aan een handelshuis dat de druiven uit die wijngaard kocht van de diverse eigenaren om er voldoende volume mee te krijgen om het uitbrengen van wijn met die appellation rendabel te maken. De wijnconsument die bijvoorbeeld een Meursault koopt van een handelshuis, drinkt een wijn die is samengesteld van druiven van verschillende wijngaarden, verbouwd door verschillende wijnboeren. Hoewel deze blends soms beter zijn dan wat een individuele wijnboer zou kunnen produceren (bijvoorbeeld omdat het handelshuis kan investeren in high-tech installaties die worden gebruikt bij de vinificatie), gaat hierdoor de unieke individualiteit verloren die bourgogne vaak zo groot maakt. Vooral sinds de jaren 50 en 60 is daarom de botteling op domein sterk in opkomst, hoe klein de hoeveelheden dan ook zijn. Uiteraard is een gevolg van succesvolle bottelingen dat de prijs hiervan hoog is: het bottelen van een kleine hoeveelheid is verhoudingsgewijs eenvoudig duurder en doordat de vraag al snel (veel) groter is dan het aanbod, stuwt de markt de prijs verder omhoog.
Als gevolg van deze ontwikkeling hebben veel handelshuizen (delen van) wijngaarden gekocht zodat ook zij wijnen konden bottelen met het begeerde predicaat "mise en bouteille au domaine". Hierdoor is het strikte onderscheid tussen wijnbouwer en handelshuis vervaagd, ook al omdat gerenommeerde wijnbouwers op hun beurt wijnen gingen uitbrengen van druiven die ze niet zelf hadden verbouwd.

## Druivenrassen
De druivenrassen die in deze streek worden verbouwd zijn:
- Wit (ongeveer 70% van de productie)
  - Chardonnay
  - Aligoté
  - Pinot Blanc
  - Chassellas
  - Sauvignon Blanc
- Blauw (ongeveer 30% van de productie)
  - Pinot Noir (Côte de Beaune en Nuits)
  - Gamay Noir (Beaujolais)
  - Tressot (blauw druivenras)
  - César (blauw druivenras)